# Route nationale 44 (Inde)
Pour les articles homonymes, voir Route nationale 44.
La route nationale 44 (en anglais : National Highway 44, sigle NH 44) est une route nationale orientée nord-sud en Inde.
Elle s'étend de Srinagar à Kanyakumari et c'est la plus longue route du pays.

## Description
La NH 44, bénéficie du projet North–South–East–West Corridor (NS-EW) dans le cadre du programme de développement des routes nationales (NHDP). Elle traverse le pays du nord au sud, et entre Srinagar et Kanyakumari, elle relie, entre-autres, les  villes de Jalandhar, Delhi, Agra, Gwalior, Nagpur, Hyderabad, Bangalore, Salem et Madurai.
La NH44 traverse les états et territoires : Jammu-et-Cachemire, Himachal Pradesh, Pendjab, Haryana , Uttar Pradesh, Madhya Pradesh, Maharashtra, Telangana, Andhra Pradesh, Karnataka et Tamil Nadu.